# گمینا سومونگنو
گمینا سومونگنو (به لهستانی:  Gmina Somonino) یک گمینا در لهستان است که در شهرستان کارتوزه واقع شده‌است. گمینا سومونگنو ۱۱۲٫۲۷ کیلومتر مربع مساحت و ۹٬۲۱۴ نفر جمعیت دارد.